# Miroslav Zikmund (politik)
Miroslav Zikmund (* 2. května 1940, Prostějov) je český politik, bývalý starosta města Prostějova.

## Životopis
Vystudoval Stavební fakultu Vysokého učení technického v Brně (1963). V letech 1963–1969 pracoval jako vodohospodář-specialista u KVUSS Ostrava se sídlem v Olomouci, v letech 1969–1977 pracoval jako vedoucí realizace investic ve Správě dálkových kabelů Praha a mezi lety 1977–1990 byl vedoucím technického oddělení OÚNZ v Prostějově.
V roce 1990 byl kooptován do Městského národního výboru, kde byl zvolen místopředsedou. Po volbách 1990 se stal starostou Prostějova a funkci zastával až do konce volebního období v roce 1994. V této době město získalo zpět domy, byty, lesy a další majetek, byl vypracován územní plán, řešila se problematika komunálního odpadu, privatizace vodovodů a kanalizací.
V letech 1994–1998 pracoval v Dopravních stavbách a mezi lety 1998–2002 byl ředitelem Domovní správy Prostějov.
Celý život se věnuje hudbě a aktivně koncertuje s kapelou i sólově na piáno.